# Ла Ромита (Терни)
Ла Ромита је насеље у Италији у округу Терни, региону Умбрија.
Према процени из 2011. у насељу је живело 149 становника. Насеље се налази на надморској висини од 301 м.